# Sonata para piano n.º 1 (Beethoven)

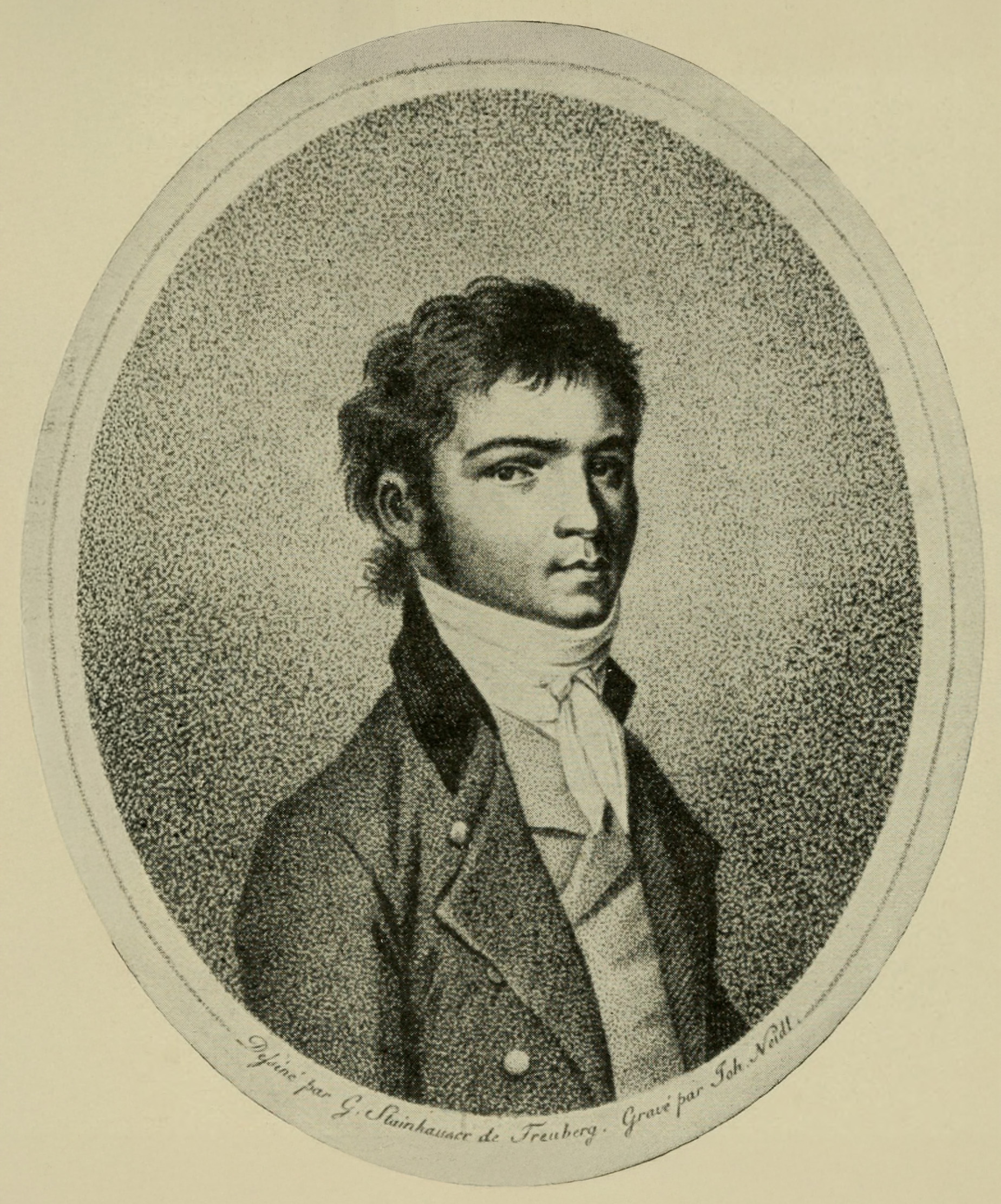
Beethoven en 1796.

La sonata para piano n.º 1 en fa menor, Op. 2 n.º 1 fue compuesta por Ludwig van Beethoven entre 1794 y 1795. Junto con el resto de las sonatas Op. 2, está dedicada a Joseph Haydn.

## Historia

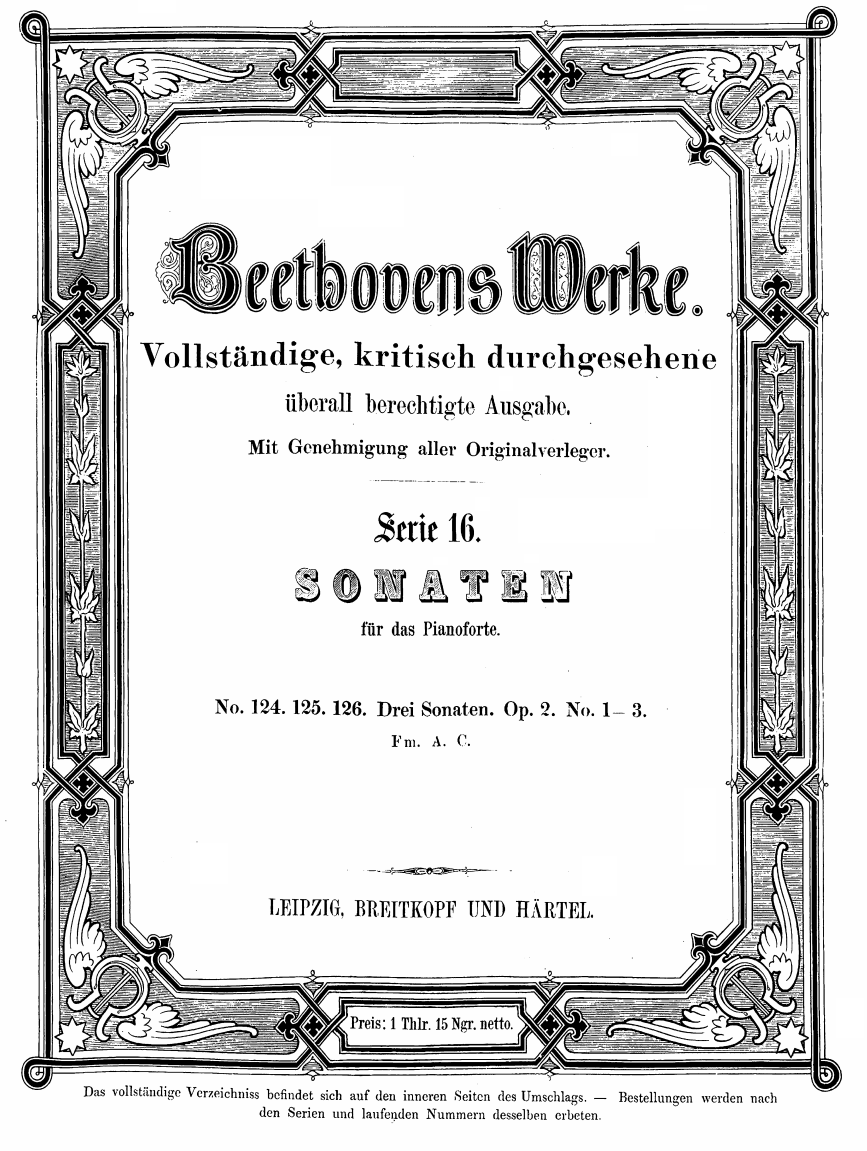
Portada de la edición de 1862 del Op. 2 (Breitkopf & Härtel).

### Composición
Las tres sonatas para piano que conforman el Opus 2 son las Sonatas n.º 1, n.º 2 y n.º 3. La composición del conjunto se desarrolló entre 1794 y 1795, tomando prestado material del Cuarteto para piano n.º 3 en do mayor, WoO 36 del propio Beethoven, que fue compuesto una década antes, en 1785. El Op. 2 forma parte de las primeras páginas significativas de Beethoven, que tenía entonces veinticinco años. La primera sonata del conjunto pese a que fue publicada y está numerada como la primera de sus 32 sonatas para piano, no es la más temprana. Entre 1782 y 1783, cuando Ludwig todavía vivía en Bonn, ya había compuesto tres pequeñas sonatas, conocidas con el nombre de Kurfürstensonaten, WoO 47 (Sonatas al elector), dedicadas al elector de Colonia. También había compuesto antes las Sonatas n.º 19 y n.º 20.

### Estreno y publicación
El estreno de estas piezas se celebró en otoño de 1795 en la casa del príncipe Carl Lichnowsky, con la asistencia de Haydn. La primera publicación de las piezas fue llevada a cabo por la editorial Artaria en marzo de 1796 en Viena. Esta casa editorial se había ganado un prestigio considerable editando numerosas creaciones de Haydn y Mozart. Según la inscripción en la portada de la primera edición de cada una de las tres sonatas se incluye el clavecín como un posible instrumento en el que interpretar las piezas. No obstante, las evidencias históricas muestran a Beethoven centrando su vida musical en torno al piano vienés. Otro aspecto indicativo de la preferencia del piano para estas obras es que en la partitura se incluyen indicaciones de cambios de dinámica y acentos, que resultarían imposibles de ejecutar en el clave.

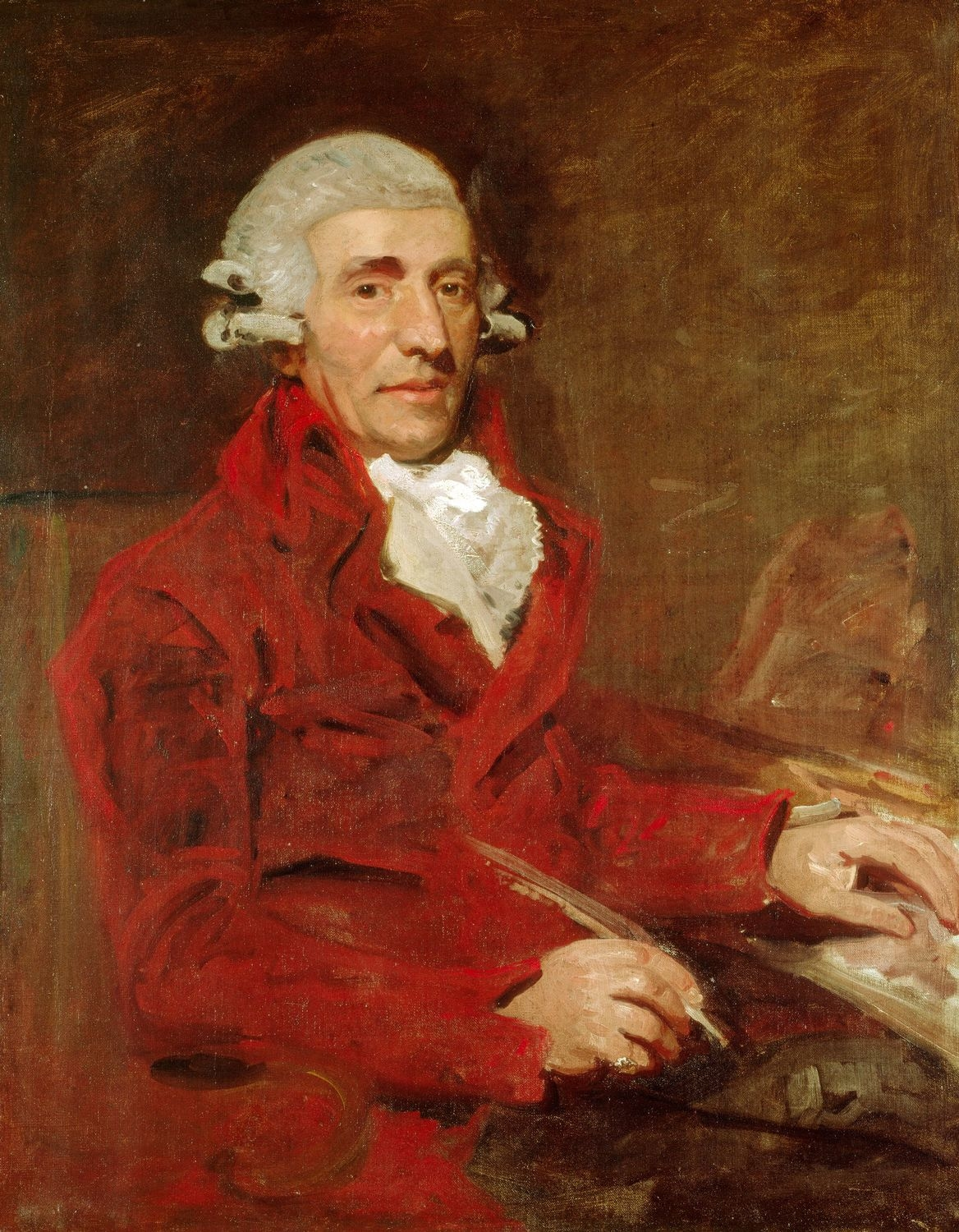
Joseph Haydn, dedicatario de la pieza, en 1791.

La dedicatoria que figura en la partitura impresa del Opus 2 es para a su maestro Franz Joseph Haydn. En 1792 Beethoven se trasladó a Viena para estudiar composición y contrapunto con Haydn, con quien se formó durante sus dos primeros años en la capital austriaca desde noviembre de 1792 hasta enero de 1794. Cuando se publicaron sus primeras sonatas para piano, Beethoven ya no era un alumno sino un compositor reputado y un pianista virtuoso de renombre, sobre todo tras su primera y única gira de conciertos por Praga, Dresde, Leipzig y Berlín. Haydn además de enseñarle composición, también introdujo al joven compositor en sociedad. En diciembre de 1795 le invitó a tocar un recital de piano solo en uno de sus conciertos, lo cual supuso una gran oportunidad para él. No había mejor manera de darse a conocer, puesto que Haydn era uno de los más grandes compositores vivos. Actuar en uno de sus conciertos como solista interpretando su propia música era un honor enorme y también una muestra del respeto que sentía Haydn por Beethoven. Cuando Beethoven dedicó sus tres primeras sonatas para piano a Haydn sólo tres meses después, demostró su gratitud por el apoyo público de Haydn.

## Estructura y análisis
La sonata consta de cuatro movimientos:
- I. Allegro, en fa menor 2
2
- II. Adagio, en fa mayor 3
4
- III. Menuetto. Allegretto, en fa menor – Trio en fa mayor 3
4
- IV. Prestissimo, en fa menor 2
2

La interpretación de esta obra dura aproximadamente 15 minutos. Las Sonatas Op. 2 están concebidas de una manera más completa, cada una con cuatro movimientos en lugar de tres. Este aumento del número de movimientos, añadiendo un minueto o un scherzo, contribuye a elevar el concepto estructural de la sonata para un solo instrumento de tecla al nivel de la música de cámara escrita para varios instrumentos o incluso a la sinfonía. Haydn y Mozart no habían escrito ninguna sonata para solista de tecla dotada con cuatro movimientos. Clementi tampoco compuso sonatas con dicha estructura, salvo su Sonata Op. 40 n.º 1 pero no apareció publicada hasta 1801 o 1802. Así pues, se debe atribuir a Beethoven la idea de ampliar la sonata a cuatro movimientos, emulando el esquema que Haydn aplicaba en sus obras camerísticas y sinfónicas. Los segundos movimientos son lentos, típico de este período creativo del compositor. Los scherzi que aparecen como terceros movimientos en las sonatas n.º 2 y n.º 3 aunque no más rápidos que los minuetos que empleaba Haydn, sí son más largos que sus precursores.

### I.Allegro
El primer movimiento, Allegro, está escrito en la tonalidad de fa menor y en compás de 2/2 o alla breve. Sigue la forma sonata convencional, como era típico en la aquella época. La sensación de tensión y agitación es omnipresente en todo el movimiento. La pieza se inicia con una figura arpegiada ascendente (conocida como el "cohete de Mannheim", como la que abre el cuarto movimiento de la Sinfonía n.º 40 de Mozart), que culmina con un giro de tresillo de semicorcheas. El citado tema fue utilizado por Arnold Schönberg para su ejemplo inicial de forma de frase (sentence form en inglés). Este sujeto se reitera y acorta cada vez más hasta alcanzar el clímax con una semicadencia en el compás 8. Tras un breve e intrigante calderón, se presenta ahora el motivo de arpegio ascendente en la tonalidad menor dominante (do menor), interpretado por la mano izquierda. Este motivo prosigue sin interrupción en secuencias imitativas (compases 9-14), que funcionan eficazmente como una transición que prepara la tonalidad secundaria de la forma sonata.
Se toca tres veces (c. 15-19) una progresión de bajo ascendente que lleva a un medio cierre en la tonalidad de la bemol mayor que se contrapone a unas terceras descendentes sincopadas en la mano derecha. Todo ello establece inequívocamente la bemol mayor, la relativa mayor de fa menor, como tonalidad secundaria. El uso de la relativa mayor como tonalidad secundaria es el procedimiento más convencional en las exposiciones de sonatas en tonalidad menor. Un nuevo sujeto melódico basado en un arpegio descendente se presenta sobre un incesante pedal de dominante en octavas quebradas (c. 20-25). Este tema hace una clara referencia al tema de apertura de la sonata, siendo ambos arpegios en negras, al tiempo que contrasta con él invirtiendo su línea melódica (descendente frente a ascendente), su articulación (legato frente a staccato) y su armonía (esbozando un acorde de novena de dominante frente al acorde de tónica del tema de inicio). Esta doble cualidad de unidad y contraste alcanzada mediante el uso del mismo material musical de formas opuestas (para articular la tónica y las tonalidades secundarias respectivamente), demostró ser un recurso efectivo para Beethoven. De hecho, lo volvería a aplicar en su más conocida Sonata Appassionata en fa menor, Op. 57.

### II.Adagio
El segundo movimiento, Adagio, está escrito en fa mayor, en compás de 3/4 ysigue una forma ternaria o forma sonata sin desarrollo. Recuerda a los movimientos intermedios de las sonatas de Wolfgang Amadeus Mozart.[cita requerida] Se abre con un tema lírico muy ornamentado (c. 1-16). Le sigue un pasaje de transición más agitado de cinco compases en re menor (c. 17-22) acompañado de terceras paralelas tranquilas, seguido de un pasaje lleno de semicorcheas en do mayor (cc. 23-31). Esto conduce de nuevo a una forma más embellecida del tema en fa mayor (c. 32-47), a la que sigue una variación en la tónica de la sección en do mayor (c. 48-55). Por último, hay una breve coda (c. 56-61). Este Adagio, junto con dos temas de su Sonata Op. 2 n.º 3, fue la primera composición de Beethoven que se encuentra en circulación. Se trata de una adaptación del movimiento lento de su Cuarteto con piano n.º 3 en do mayor de 1785.

### III.Menuetto. Allegretto
El tercer movimiento, Menuetto. Allegretto, está escrito en fa menor, en compás de 3/4 y responde a una forma ternaria. Presenta la estructura de un minueto convencional con dos secciones repetidas, seguidas de un trío armónicamente contrastante en fa mayor en dos secciones repetidas y finalizado el trío, se repite da capo el material principal del minueto inicial. El minueto se caracteriza por síncopas, pausas dramáticas y fuertes contrastes dinámicos, y como muchos minuetos en tonalidad menor posee un matiz algo melancólico que combina tonalidades mayores y menores. El trío se articula en torno a frases largas y más líricas que pasan de la mano derecha a la izquierda en polifonía imitativa.

### IV.Prestissimo
El cuarto y último movimiento, Prestissimo, está en la tonalidad inicial igual que el primero y el tercero y el ritmo es alla breve. Adopta una forma sonata-allegro modificada, en la cual Beethoven sustituyó el clásico desarrollo modulante por una sección intermedia contrastante con un tema nuevo en la bemol mayor. Esto, sumado al hecho de que el movimiento concluye sin coda, ha llevado a algunos a considerarlo como un rondó-sonata. Su carácter es agitado, al igual que el Presto de su Sonata n.º 14 y el Allegro ma non troppo - Presto de su Sonata n.º 23.
El movimiento se abre con rápidos arpegios de corcheas en tresillos en la mano izquierda, sobre los que se introduce dos pulsos después el motivo principal de tres acordes en negras staccato. La figuración en tresillos de corcheas impregna la mayor parte de la exposición, junto con el carácter de "persecución enérgica y frenética de algo escurridizo" del motivo principal. Un pasaje de transición (c. 13-21) modula a la tonalidad dominante menor (do menor), donde se expone dos veces un tema más lírico pero aún agitado. Cabe destacar que Beethoven eligió la dominante menor como tonalidad secundaria, en lugar de la más convencional relativa mayor. La exposición se cierra enfáticamente en do menor (c. 50-56), con reiteraciones del motivo acordal del primer tema, y se repite.
En vez de desarrollar el material previo, como cabría esperar de un movimiento allegro-sonata convencional, la sección central que le sigue arranca con un nuevo y apacible tema en la tonalidad relativa mayor (la bemol mayor). Esta circunstancia compensa su no inclusión como tonalidad secundaria de la exposición. El tema en la bemol mayor se articula en negras, lo cual proporciona un respiro a los tresillos de corcheas que impregnaban gran parte de la exposición. Este tema es la respuesta al tema del arpegio que se escucha al principio de la sonata. Ambos son ascendentes, mientras que uno es lírico y mayor, el otro percusivo y menor. Se estructura en forma binaria compuesta, donde ambas frases se tocan dos veces cada una de forma ligeramente variada.
A continuación se produce una larga recapitulación basada en la alternancia de motivos del primer tema de la exposición y del tema de la sección central. La recapitulación (c. 138-192) retoma toda la exposición de forma casi idéntica, salvo ligeros cambios en la dinámica y las voces. Así pues, todo el material se vuelve a exponer en la tónica (fa menor), como cabría esperar en cualquier forma sonata convencional. El movimiento concluye con un arpegio descendente de tresillos de corcheas en fortissimo, quizá para dar un cierre simétrico a una sonata que se abría con un arpegio ascendente. La primera edición, publicada en 1796, y otras ediciones tempranas indican al intérprete que repita la segunda sección. Con todo, Donald Tovey opinaba que seguir la repetición sonaba "muy tosco".

## Recepción de la obra
La acogida de las obras del Op. 2 por parte de la crítica y el público fue calurosa. Por su parte, Haydn fue algo menos complaciente y al parecer, tras la interpretación de las sonatas, comentó: "no le falta talento, pero aún le falta instruirse".[cita requerida] Algunos estudiosos señalan que las relaciones entre los dos músicos no eran muy fluidas y que había cierta tensión puesto que al maestro no le gustaba el audacia y la indisciplina de su alumno.
El musicólogo Donald Tovey escribió sobre esta sonata: "Sir Hubert Parry ha comparado acertadamente la apertura de [esta sonata] con la del Finale de la Sinfonía n.º 40 en sol menor de Wolfgang Amadeus Mozart para mostrar cómo la textura de Beethoven es más cerrada. El movimiento lento... ilustra bien los escasos casos en los que Beethoven imita a Mozart en detrimento de su propia riqueza de tono y pensamiento, mientras que el finale en su episodio central introduce una estructura mal aplicada y un tanto difusa en el estilo de Mozart entrando en conflicto directo con temas tan beethovenianos en su crudeza como en su sombría pasión".